# One Man Army and the Undead Quartet
One Man Army and the Undead Quartet — шведская дэт/трэш-метал-группа. Образована в 2004 году в городе Тролльхеттан вокалистом Йоханом Линдстрэндом после распада группы The Crown. После записи двух альбомов на лейбле Nuclear Blast группа подписала контракт с Massacre Records. В декабре 2012 года группа прекратила свою деятельность.

## Состав

### Последний состав
- Йохан Линдстранд — вокал (2004—2012)
- Йонас Блом — гитара (2009—2012)
- Роберт Аксельссон — бас-гитара (2005—2012)
- Марек Добровольски — ударные (2005—2012)

### Бывшие участники
- Валле Адзич — бас-гитара (2005)
- Пекка Кивиахо — гитара (2004—2007)
- Микаэль Лагерблад — гитара (2006—2009)
- Руна Фосс — гитара (2009)
- Маттиас Боландер — гитара (2008—2011)

## Дискография

### Студийные альбомы
- 21st Century Killing Machine (Nuclear Blast, 2006)
- Error in Evolution (Nuclear Blast, 2007)
- Grim Tales (Massacre Records, 2008)
- The Dark Epic (Massacre Records, 25 февраля 2011)

### Синглы/EP
- When Hatred Comes to Life (EP, 2005)
- Christmas for the Lobotomizer (Сингл, 2006)